# Manoir de Lormarin
Le manoir de Lormarin est une demeure des XVe – XVIe siècles qui se dresse sur l'ancienne commune française de Nocé dans le département de l’Orne, en région Normandie. L'édifice est inscrit au titre des monuments historiques.

## Localisation
Le manoir est situé à moins d'un kilomètre au sud-est du bourg de Nocé, au sein de la commune nouvelle de Perche en Nocé, dans le département français de l'Orne.

## Historique
En 1668, le manoir de Lormarin devient propriété de la famille Turpin, dont Pierre Philippe Turpin époux de Marie de Hallot, écuyer et gentilhomme de la vénerie du roi, seigneur de Lormarin. En 1668, acquisition du manoir de Lormarin par Philippe Turpin. En 1675, mariage entre Pierre Philippe de Turpin et Marie de Hallot.
De confession protestante et fraîchement converti au catholicisme en 1687, celui-ci a à son service Pierre de Leuze (v. 1664-1704), bourgeois de Nocé, à l'origine d'une famille d'artistes peintres établis à Paris, dont Pierre Hyacinthe Deleuse (v. 1725-1811) et Jean-Charles Nicaise Perrin (1754-1831), allié à la famille.

## Description
Le manoir de Lormarin a été édifié vers 1565, à mi-pente d'un vallon.
Le logis de forme rectangulaire est flanqué aux angles de l'un des grands côtés de deux tours cylindriques. Sur la face opposée une petite aile retourne en retrait de l'angle. À la jonction des deux corps est une tourelle circulaire à usage d'escalier,. les murs sont percés de meurtrières-arquebusières.
L’atelier d’Alban, magasin d’antiquités, est installé dans les communs du manoir et un gîte a été aménagé.
Le fournil du XVIIe siècle, en ruine, a été restauré et aménagé.

## Protection
Le manoir de Lormarin est inscrit au titre des monuments historiques par arrêté du 10 décembre 1926.